# Івановський Олександр Вікторович
Івановський Олександр Вікторович — російський і радянський режисер театру і кіно, кіносценарист, лібретист. Заслужений діяч мистецтв РРФСР (1936). Лауреат Сталінської премії другого ступеня (1941).

## З життєпису
Народився 17 листопада 1881 р. в Казані. Закінчив юридичний факультет Казанського університету (1906). Був режисером Оперного театру Зиміна та Малої державної опери в Москві (1904—1907, 1917—1918).
В кіно працював з 1918 р. як асистент Я. Протазанова. Був на «Ленфільмі» кінорежисером.
У 1967 році вийшла книга О. В. Івановського «Спогади кінорежисера».
Помер 12 січня 1968 р. в Ленінграді.

## Фільмографія
- «Отець Сергій» (1918, асистент)
- «Тіні» (1953, режисер монтажу)

Режисер-постановник:
- «Дармоїдка» (1918)
- «Золота осінь» (1918)
- «Не поступлюсь» (1918)
- «Хамка» (1918)
- «Станційний доглядач» (1918)
- «Три портрети» (1919)
- «Пунін і Бабурін» (1919)
- «Діти вчать старих» (1920)
- «Хвеська» (1920)
- «Палац і фортеця» (1923)
- «Комедіантка» (1923)
- «Степан Халтурін» (1925)
- «Декабристи» (1926)
- «Полум'яний острів» (1926, не було завершено)
- «Північна любов» (1927)
- «Ася» (1928)
- «Син рибалки» (1928)
- «Кавказький бранець» (1930)
- «Іудушка Головльов» (1933)
- «Дубровський» (1936)
- «Вороги» (1938)
- «Музична історія» (1940, у співавт.)
- «Антон Іванович сердиться» (1941, також режисер монтажу)
- «Музична кінозбірка», новела «Чудова скрипка» (1942, Київська та Ашхабадська кіностудії).
- «Сільва» (1944)
- «Солістка балету» (1947)
- «Концерт майстрів мистецтв» (1952, фільм-спектакль)
- «Приборкувачка тигрів» (1954, у співавт.)
- «Актор Микола Черкасов» (1959, документальний)

Сценарист:
- «Дармоїдка» (1918)
- «Золота осінь» (1918)
- «Не поступлюсь» (1918)
- «Хамка» (1918)
- «Станційний доглядач» (1918)
- «Три портрети» (1919)
- «Комедіантка» (1923)
- «Декабристи» (1926, у співавт.)
- «Полум'яний острів» (1926, не було завершено)
- «Іудушка Головльов» (1933, у співавт.)
- «Дубровський» (1936, у співавт.)
- «Вороги» (1938)
- «Солістка балету» (1947, у співавт.)
- «Євгеній Онегін» (1958, у співавт.)

## Нагороди
- Заслужений діяч мистецтв РРФСР (1936)
- Лауреат Сталінської премії другого ступеня (1941)
- Кавалер двох Орденів Трудового Червоного прапора (1950, 1951)